# Rakitovec (hrib)
Rakitovec je 902 m visok hrib v Posavskem hribovju na grebenu med Tuhinjsko dolino in Črnim grabnom. Dostopen skoraj do vrha z avtom po cesti iz Malega Rakitovca. 

### Druga svetovna vojna
Na njem je partizanski spomenik v spomin na borbo z okupatorji in njihovimi sodelavci, v kateri je padlo 33 partizanov. Marca 1944 so okupatorji napadli Šlandrovo in Tomšičevo brigado, ki sta taborili v Velikem in Malem Rakitovcu. Uspešno so odbili napad s severa, zahoda in juga, ne pa z vzhoda, od koder so nacistične enote udarile iz Motnika. V borbi je zgorelo več hiš in gospodarskih poslopij v obeh Rakitovcih. Med civilnim prebivalstvom ni bilo žrtev.